# Акашкин, Вячеслав Павлович
Вячеслав Павлович Акашкин (20 сентября 1937, Темяшево, Мордовская АССР — 27 февраля 2012, Саранск) — советский, российский театральный актёр, Заслуженный артист РСФСР (1980)

## Биография
Вячеслав Павлович Акашкин родился 20 сентября 1937 года в крестьянской семье в селе Темяшево Темяшевского сельсовета Вертелимского района Мордовской АССР, ныне село входит в Новофёдоровское сельское поселение Старошайговского района Республики Мордовия. По национальности мордва — мокша.
В детстве посещал драмкружок.
В 1960 году окончил Мордовскую национальную студию при Ленинградском государственном институте театра, музыки и кино.
Работал в Мордовском музыкально-драматическом театре, в 1983—1990 гг. — в театрах Армавира (Армавирский муниципальный театр драмы и комедии), Курганском областном драматическом театре, Кемеровском областном драматическом театре. С 1990 г. — в Русском драматическом театре Республики Мордовия.
В последние годы страдал онкологическим заболеванием.
Вячеслав Павлович Акашкин умер от инсульта 27 февраля 2012 года в городе Саранске Республики Мордовия. 28 февраля 2012 года похоронен на Мемориальном кладбище Саранска.

## Творчество
В 1970-е гг. играл вместе с Людмилой Чурсиной, Людмилой Касаткиной, Ириной Печериковой, Иннокентием Смоктуновским.

Образы, созданные Вячеславом Павловичем, очень сложны и как-то по особому человечны, ибо в них явно чувствовалось постоянное присутствие актёра-человека, пропустившего через собственное сердце каждую фразу, каждый взгляд, каждую слезу его героя и неизменно заслужили любовь и признание зрителей всех возрастов.

### Роли в театре
- «Отец Сергий» Л. Толстого — Сергий (1978)
- «Волки и овцы» А. Н. Островского — Лыняев (1983)
- «Красавец мужчина» А. Н. Островского — Окаёмов
- «Не было ни гроша, да вдруг алтын» А. Н. Островского — Крутицкий[7]
- «Иванов» А. П. Чехова — Иванов
- «Дядя Ваня» А. П. Чехова — Астров (1960)
- «Зойкина квартира» М. Булгакова — Гусь
- «Мастер и Маргарита» по роману М. Булгакова — Понтий Пилат
- «Забыть Герострата!» Г. Горина — Герострат (1980)
- «Лес шуметь не перестал» К. Абрамова — Канаев
- «У каждого своя болезнь» — Сакалкин
- «Крестник Его Величества» А. Терёшкина — Николай I (1976)
- «В прошении отказать» А. Терёшкина — Илья Николаевич Ульянов (1978)
- «Святой и грешный» М. Ворфоломеева
- «Король Лир» У. Шекспира — Король Лир
- «Замок Броуди» по роману А. Кронина — Броуди
- «Лиса и виноград» Г. Фигейредо — Эзоп
- «Визит дамы» по Ф. Дюрренматту
- «Странная миссис Сэвидж» Дж. Патрика
- «Дикарь» А. Касона
- «Соло для часов с боем» О. Заградника
- «Рождество в доме сеньора Купьелло» — Сеньор Купьелло

## Награды и звания
- Заслуженный артист Мордовской АССР (1975)
- Государственная премия Мордовской АССР (1976) — за исполнение роли Николая I
- Заслуженный артист РСФСР (1980)
- Народный артист Республики Мордовия (1996)
- премия Главы Республики Мордовия в области театрального искусства (2003) — за большой вклад в развитие театрального искусства[8].

## Память
Мемориальная доска на доме, где прошли последние годы жизни артиста, г.  Саранск, ул. Демократическая, 11. Открыта 19 сентября 2014 года.

## Семья
Сын — Сергей; внуки:
- Антон, окончил философский факультет Санкт-Петербургского университета,
- Дмитрий.

Жена (с 1995 г.) — Валентина Николаевна Базеева.